# Chengbei
För andra betydelser, se Chengbei (olika betydelser).
Chengbei är ett stadsdistrikt i Xining i Qinghai-provinsen i västra Kina.